# シアカ・スティーブンス
シアカ・プロビン・スティーブンス（英語: Siaka Probyn Stevens, 1905年8月24日 - 1988年5月29日）は、シエラレオネの政治家（全人民会議=APCの創立者）でシエラレオネの大統領（任期：1971年 - 1985年）。

## 来歴
1905年8月24日、現在の南部州のモヤンバに生まれた。
1958年、9月にスティーブンスはミルトン・マルガイ首相の弟でもあり、彼の後継者のアルバート・マルガイと共にシエラレオネ人民党 (SLPP) を脱退し、人民国家党 (PNP) を結成した。
1960年にPNPとUPPが4月のロンドンで開催される憲法制定議会に向けて全政党による統一戦線 (UNF) に加わった。これにより国民連合の政権が誕生し、アルバート･マルガイが首相になると、スティーブンスは新たに独立前選挙維進運動 (EBIM) を結成するため連合を脱退した。その結果、彼はマルガイ首相のPNPと対立していきPNPから除外されるが、EBIMを全人民会議 (APC) に変更しAPCの議長になった。
1964年にフリータウンの市長に当選。1967年3月17日、アルバート・マルガイ政権への一党国家の変更の失敗やマルガイの出身部族であるメンデ族中心主義の政策や腐敗した汚職の批難などの不満からマルガイ首相率いる与党シエラレオネ人民党 (SLPP) にスティーブンス率いる全人民会議 (APC) が総選挙に勝利してイギリス総督ヘンリー・ジョサイア・ライトフット・ボストンより首相に任命される。ところが、その30分後にマルガイ同盟でもある軍のデヴィッド・ランサナ准将が選挙結果に不満を持つマルガイ派の支持を受けてクーデターを起こし、スティーブンスとライトフットが逮捕された（3月21日）。その後3月23日チャールズ・ブラカ中佐らのクーデターでランサナが失脚し、アンドリュー・ジャクソン＝スミス中佐の指導下で「国家改革協議会 (NRC)」が樹立された。スティーブンスはギニアへ亡命したが、スミス軍事政権の腐敗と独裁への批判が高まり、1968年4月17日にジョン・アマドゥ・バングラ准将らがスティーブンスを支持してクーデターを起こし、NRC政権を打倒した。帰国したスティーブンスを新首相として、APCとSLPPが連合政権を樹立することとなった。

### 大統領就任以降

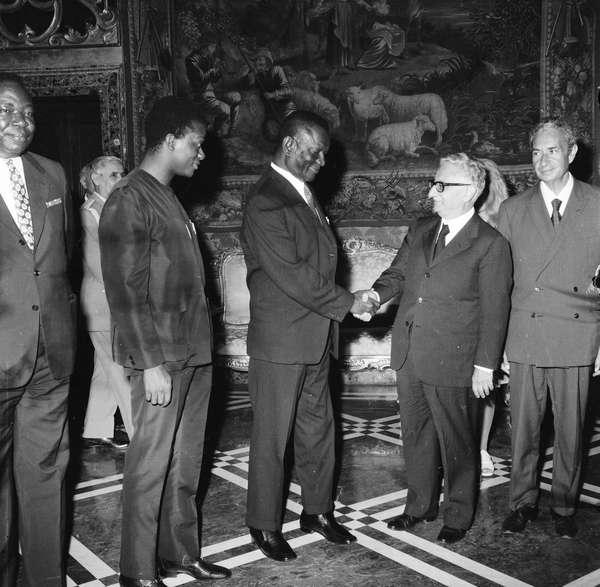
レオーネ・イタリア大統領と会談するスティーブンス（1973年）

1971年3月、スティーブンス暗殺計画が発覚し、バングラ将軍は逮捕され、6月に処刑された。スティーブンスはギニアと同盟して独裁を強化した。前首相アルバート・マルガイは1966年に一党共和制を主張していたが、当時、反マルガイ派であったスティーブンスはマルガイ政権の一党共和制に反対していた。しかし、スティーブンス政権の元でシエラレオネは共和制に移行し、4月21日クリストファー・オコロ・コールに代わり、スティーブンスは大統領に就任。
1976年に大統領に再選され、1978年にスティーブンスは1党共和制による独裁政権をはじめる。しかし、国有化したマランパ鉱山は閉山に追い込まれ、ダイヤモンドの国際価格の下落もあり、経済は急速に悪化した。独裁政権は腐敗の一途をたどり、民衆のデモが続発した。貧困の拡大と政府への不満は、シエラレオネ内戦の原因となった。1985年に大統領候補として再出馬せず、軍人のジョセフ・サイドゥ・モモ将軍がスティーブンスの後継者として大統領になった。1987年3月には、モモに対するスティーブンス派のクーデター計画が失敗した。